# Paola Barbato
Pour les articles homonymes, voir Barbato.
Paola Barbato, née le 18 juin 1971 à Milan, en Lombardie, est une romancière et une scénariste de fumetti italienne. Elle est principalement connue pour sa collaboration à la série Dylan Dog et pour son roman À mains nues (Mani nude), lauréat du prix Scerbanenco en 2008.

## Biographie
Elle naît à Milan en 1971 et passe son enfance à Desenzano del Garda dans la province de Brescia.
Elle débute comme scénariste de fumetti à la fin des années 1990 sur la série Dylan Dog. Elle collabore notamment avec les dessinateurs italiens Tiziano Sclavi et Bruno Brindisi.
En parallèle, elle écrit en 2006 le roman policier et thriller Bilico. Elle publie en 2008 un second thriller nommé Mani nude {qui est lauréat du prix Scerbanenco la même année. Ce roman est traduit sous le titre À mains nues par l’éditeur Denoël dans la collection Sueurs froides en 2014.
En 2009, elle travaille sur le scénario de la mini-série Nel nome del male d’Alex Infascelli. Elle publie sur internet à partir de 2011 un shojo manga nommé Davvero.

## Œuvre

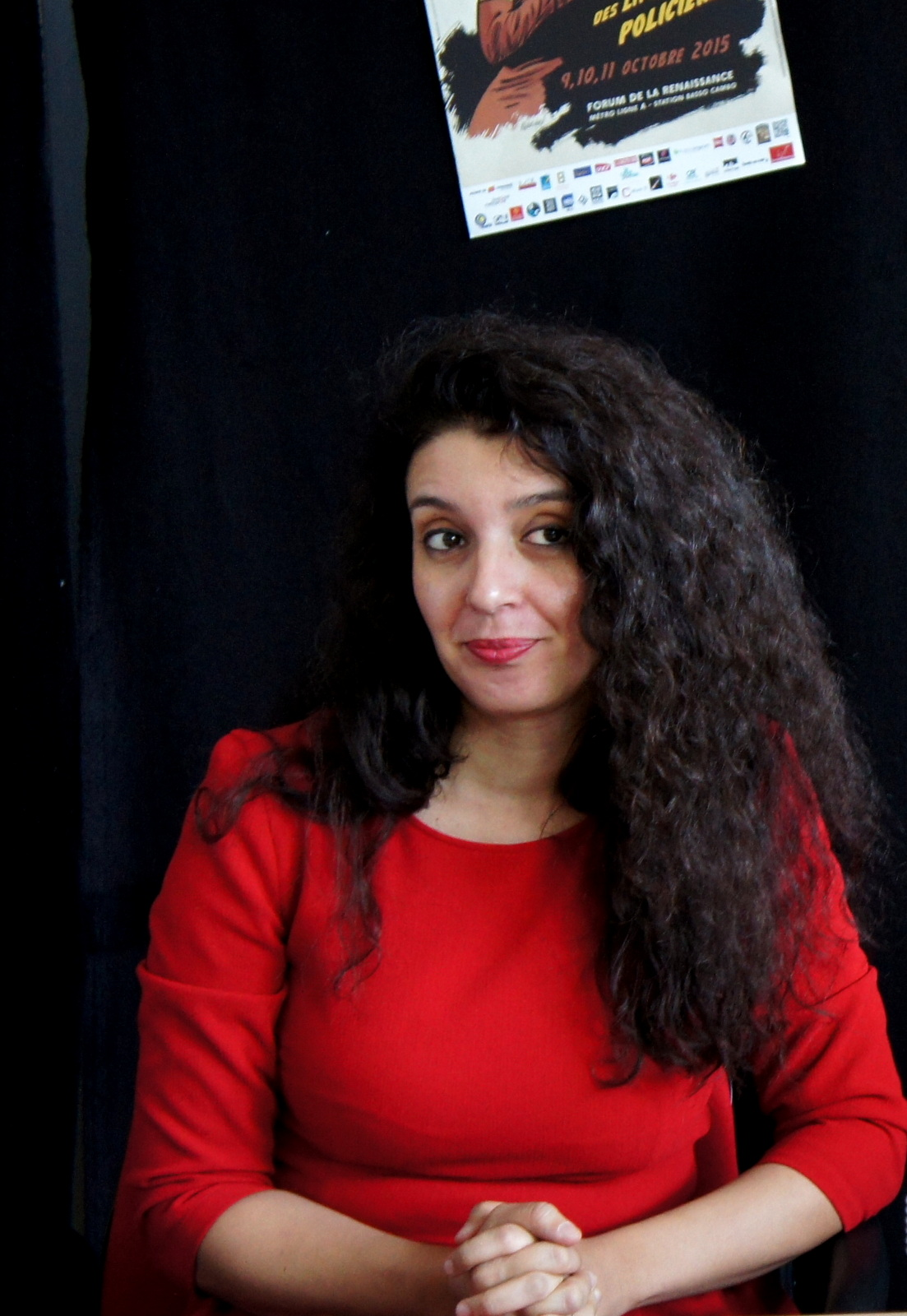
Rencontre avec Paola Barbato, au Centre de Ressources des Langues - UT2J - 8 octobre 2015 - CRL - Université Toulouse le Mirail - octobre 2015.

### SérieBlack Death
- Black Death n. 4 - Into the Black
- Black Death: Saga Completa (Editora Lorentz)

### SérieDavvero
- Cambiamenti
- Troppi cambiamenti
- Scherzare col fuoco
- Cose che capitano

### Autres romans
- Bilico (2006)
- Mani nude (2008) Publié en français sous le titre À mains nues[3],[4], traduction d’Anaïs Bokobza, Paris, Denoël, Sueurs froides, 2014.
- Il filo rosso (2010)Publié en français sous le titre Le Fil rouge[5],[6], traduction d’Anaïs Bouteille-Bokobza, Paris, Denoël, Sueurs froides 2015.
- Scripta manentPublié en français sous le titre Bon à tuer[7], traduction d’Anaïs Bouteille-Bokobza, Paris, Denoël, Sueurs froides, 2018.

### Fumetti (BD)
- Dylan Dog (en italien, scénario), série, Bonelli Editore (7 albums de 1991 à 2011)
- Storie (Le) 	
  - 12. La pazienza del destino, scénario de Paola Barbato, dessin de Giovanni Freghieri, Bonelli Editore, 2013

### BD (parutions en français)
- Hexagon Tome I (collectif), scénario : collectif, dessin : collectif, Hollywood Comics, 2011
- Dylan Dog (scénario), Panini Comics
  - Dylan Dog - La planète des morts[8], 2013
- Ut [9], scénario de Paola Barbato, dessin de Corrado Roi, traduction de Michel Jans, Éditions Mosquito
  - 1. Les Venelles de la faim [10], 2017
  - 2. Les hommes s'en vont, les enragés restent [11], 2017
  - 3. Histeria [12], 2017

## Filmographie

### Comme scénariste
- 2009 : Nel nome del male, mini-série italienne réalisé par Alex Infascelli d'après une histoire inédite de Paola Barbato, avec Fabrizio Bentivoglio, Michela Cescon et Vitaliano Trevisan.

## Prix et distinctions notables
- Prix Scerbanenco 2008 pour Mani nude.